# 김경률 (당구 선수)
김경률(1980년 2월 23일 ~ 2015년 2월 22일 )은 대한민국의 당구 선수이다.
2015년 2월 22일 자택에서 추락사고로 인해 향년 36세의 나이로 세상을 떠났다.

## 생애
양산중학교를 졸업했다. 중학교 3학년 때 처음 큐를 잡았다. 2010년 수원 월드컵과 터키 월드컵 우승을 차지했다. 2010년 광저우 아시안게임 국가대표로 활약했다. 2013년 세계 팀3쿠션 선수권대회 3위, 2013년 제1회 국토정중앙배 전국당구선수권대회 남자 캐롬 빌리아드 3쿠션 우승을 차지했다. 2011년 당시 한국인 선수 역대 최고 기록인 세계랭킹 2위까지 올랐다.

## 수상내역
- 2013 제1회 국토정중앙배 전국당구선수권대회 남자 캐롬 빌리아드 3쿠션 우승
- 2013 세계팀3쿠션선수권대회 3위
- 2012 한바탕 전주배 2012 전국당구대회 3쿠션 개인전 우승
- 2012 AGIPI 마스터스 준우승
- 2011 한국당구 그랑프리 1차대회 캐롬 1위
- 2010 터키 당구월드컵대회 우승
- 2008 수원 세계스리쿠션당구월드컵 준우승
- 2006 제15회 도하 아시안게임 당구 캐롬 동메달
- 2006 그리스 볼로스 3쿠션 당구 월드컵 공동3위
- 2005 대한체육회장배 전국당구선수권 대회 개인전 2위
- 2005 전국체육대회 당구 개인전 3위
- 2005 SBS 한국당구최강전 왕중왕전 우승
- 2005 SBS 한국당구최강전 2차전 우승
- 2003 SBS 왕중왕전 준우승
- 2003 SBS 당구대제전 3차 대회 준우승

## 기타
- 국제 대회에서 세계 당구 '4대 천왕'으로 불리는 쿠드롱, 야스퍼스, 산체스, 토르비에른 블롬달을 제압하며 파란을 일으켰다.[3]